# Список сеньоров и графов де Монфор-л’Амори
Список сеньоров и графов де Монфор-л’Амори включает в себя список средневековых сеньоров де Монфор-л’Амори, а также графов де Монфор.

## История
Сеньоры де Монфор-л’Амори известны с конца X века, когда король Франции Роберт II Благочестивый поручил Гильому де Эно укрепить окрестности Ивелинского леса, чтобы защитить королевский замок Сен-Леже-ан-Ивелин от графов де Блуа. Этот Гильом построил 2 замка: Монфор и Эпернон. Происходил он, вероятно, из рода графов Эно. Он был женат на вдове пфальцграфа Гуго де Бове, управлявшего шартрской частью Ивелинского леса, унаследовав и его должность. Первоначально замок Монфор был деревянным, но сын Гильома, Амори I, построил на его месте каменный, чтобы защитить город, возникший вокруг замка. По его имени замок стали называть Монфор-л’Амори.
В 1118 году Амори III де Монфор унаследовал графство Эврё в Нормандии. Как сообщает Ордерик Виталий, король Англии и герцог Нормандии Генрих I «взял графство в свои руки», однако Амори возглавил крупное восстание против него и захватил город Эврё. Их смог примирить королевский племянник Тибо, граф Блуа, после чего Генрих I признал за Амори титул графа Эврё.
В 1209 году Симон IV де Монфор возглавил Альбигойский крестовый поход, в результате которого завоевал ряд владений в Лангедоке. Но после его гибели его старший сын Амори VI де Монфор был вынужден отказаться от завоеваий отца в пользу короля Людовика VIII. В качестве компенсаци Монфор между 1223 и 1226 годами был возведён в статус графства; кроме того, Амори в 1331 году был сделан коннетаблем Франции.
После смерти в 1249 году графа Жана I де Монфора его владения унаследовала дочь Беатрис, жена Роберта IV, графа де Дрё. Позже Монфор унаследовала её дочь Иоланда де Дрё, принеся графство своему второму мужу Артуру II, герцогу Бретонскому. 
После смерти Иоланды графство унаследовал её сын от брака с Артуром II — Жан II. После смерти единокровного брата Жана III он предъявил претензии на Бретань, начав войну за Бретонское наследство, в которой его поддерживал король Англии Эдуард III, претендовавший на сюзеренитет над Бретанью, в то время как его соперника, Карла де Блуа, поддерживал король Франции Филипп VI, конфисковавший в 1341 году Монфор. В 1361 году графство было возвращено его сыну Жану III, а после того как тот в 1364 году одержал победу над Карлом де Блуа, он в 1365 году был признан герцогом Бретонским. С этого момента и вплоть до начала XVI века Монфор был объединён с Бретанью.
После смерти Клод Французской в 1524 году её муж Франциск I унаследовал все её владения. В результате Монфор вошёл в состав королевского домена.
В 1667 году король Людовик XIV даровал Шарлю-Оноре д’Альберу, герцогу де Люин, титул графа де Монфор, а с 1692 года — герцога де Монфор. Этот титул потомки Люина носили вплоть до французской революции 1789 года.

## Сеньоры де Монфор (Монфор-л’Амори)

Герб сеньоров де Монфор

| Годы правления              | Имя                                        | Титулы | Примечания |
| --------------------------- | ------------------------------------------ | --- | --- |
| Дом Монфор-л’Амори          |                                            | | |
| конец X — начало XI века    | Гильом I де Эно (умер в начале X века)     | сеньор де Монфор и д’Эпернон | Возможно, сын Амори, графа Валансьена. Управляющий Ивелинского леса. Построил де Монфор и д’Эпернон. |
| начало XI века — около 1053 | Амори I (умер около 1053)                  | сеньор де Монфор и д’Эпернон | Сын Гильома. Начал строительство каменного замка Монфор, который по его имени стали называть Монфор-л’Амори. |
| около 1053 — около 1087     | Симон I (умер около 1087)                  | сеньор де Монфор | Старший сын Амори I, получил при разделе отцовских владений замок Монфор, строительство которого он завершил. |
| около 1087 — около 1089     | Амори II (погиб около 1089)                | сеньор де Монфор | Старший сын Симона I. |
| около 1089 — около 1092     | Ричард (погиб около 1092)                  | сеньор де Монфор | Третий сын Симона I. Погиб в войне против Рауля II де Тосни, сеньора де Тосни и де Конш-ан-Уш, мужа своей старшей сестры. |
| около 1092 — после 1104     | Симон II (умер после 1104)                 | сеньор де Монфор | Четвёртый сын Симона I. |
| после 1104 — 1137/1138      | Амори III (умер в 1137/1138)               | сеньор де Монфор, граф д’Эврё с 1118 года | Младший сын Симона I и его третьей жены Агнес д’Эврё. Унаследовал Монфор после смерти братьев, а после смерти своего бездетного дяди Вильгельма д’Эврё унаследовал нормандское графство Эврё. |
| 1137/1138 — 1181            | Симон III Лысый (умер 12/13 марта 1181)    | сеньор де Монфор с 1137/1138 года, граф д’Эврё с около 1140 года | Второй сын Амори III. После смерти отца получил Монфор, а Эврё достался его старшему брату Амори IV, однако через 3 года тот умер и Симон вновь объединил все родовые владения. |
| 1181—1187                   | Симон (IV) (умер в 1187)                   | сеньор де Монфор с 1181 года | Второй сын Симона III. При разделе отцовских владений получил Монфор. |
| 1187—1218                   | Симон IV (V) Старший (погиб 25 июня 1218), | сеньор де Монфор с 1188 года, виконт Безье и Каркассона с 1209 года, виконт Альби с 1210 года, граф Тулузы в 1215—1217 годах, титулярный граф Лестер с 1204/1205 года                                                                                    | Сын Симона (IV) и Амиции де Бомон. После смерти в 1204 году своего дяди по матери Роберта де Бомона, 4-го графа Лестера предъявил от имени матери права на его владения, получив титул графа Лестера. Хотя в 1207 году было решено, что его мать получит половину владений брата, получить английские владения Симону так и не удалось из-за англо-французской войны. Участвовал в Четвёртом крестовом походе, а в 1209 году возглавил Альбигойский крестовый поход в Юго-Восточную Францию, захватив там ряд владений. |
| 1218 — 1223/1226            | Амори VI (умер в 1241)                     | сеньор де Монфор-л’Амори и д’Эпернон с 1218 года, граф де Монфор с 1223/1226 года, герцог Нарбонны в 1223—1224 годах, граф Тулузы, виконт Безье и Каркассона в 1218—1224 годах, коннетабль Франции в 1231—1235 годах, титулярный граф Лестер с 1218 года | Старший сын Симона IV, активный участник Альбигойского крестового похода. Был вынужден отказаться от завоёванных его отцом владений в Юго-Восточной Франции; в качестве компенсации Монфор был возведён в статус графства. |

## Графы де Монфор (Монфор-л’Амори)
| Годы правления                                | Имя | Титулы | Примечания |
| --------------------------------------------- | --- | --- | --- |
| Дом Монфор-л’Амори                            | | | |
| 1223/1226 — 1241                              | Амори VI (умер в 1241) | сеньор де Монфор-л’Амори и д’Эпернон с 1218 года, граф де Монфор с 1223/1226 года, герцог Нарбонны в 1223—1224 годах, граф Тулузы, виконт Безье и Каркассона в 1218—1224 годах, коннетабль Франции в 1231—1235 годах, титулярный граф Лестер с 1218 года | Старший сын Симона IV, активный участник Альбигойского крестового похода. Был вынужден отказаться от завоёванных его отцом владений в Юго-Восточной Франции; в качестве компенсации Монфор был возведён в статус графства. |
| 1241—1249                                     | Жан I (1228—1249) | граф де Монфор с 1241 года | Сын Амори VI |
| 1249—1311                                     | Беатрис де Монфор (ум. 1311) Муж: с 1260 года Роберт IV (ок. 1241—1282), граф де Дрё. | графиня де Монфор с 1249 года | Дочь Жана I. Унаследовала Монфор после смерти отца, принеся в 1260 году его в приданое мужу, Роберту IV де Дрё, графу де Дрё и де Брен. |
| Дом де Дрё, старшая ветвь                     | | | |

Герб графов де Дрё

Герб Жана II де Монфора

Герб герцогов Бретонских из дома де Дрё

| 1311 — 1324/1330                              | Иоланда де Дрё (около 1269 — 1324/1330) 1-й муж: с 1285 Александр III (ум. 1286), король Шотландии 2-й муж: с 1292 Артур II (1261—1312), герцог Бретани | королева Шотландии в 1285—1286 годах, герцогиня Бретонская в 1305—1312 годах, графиня де Монфор с 1311 года. | Дочь Беатрисы де Монфор и Роберта IV де Дрё. В 1285 году она вышла замуж за короля Шотландии Александра III, который погиб через 5 месяцев после брака. Иоланда в это время была беременной, но ребёнок или родился мёртвым, или умер сразу после рождения. Позже она вышла замуж за будущего герцога Бретонского Артура II. После смерти матери она унаследовала графство Монфор, наследником которого, после её смерти, стал сын от второго брака Жан. |
| Дом де Дрё, Бретонская ветвь (Бретонский дом) | | | |
| 1324/1330 — 1341                              | Жан II Завоеватель (1293 — 16/26 сентября 1345) | граф де Монфор с 1324/1330 года, титулярный герцог Бретани с 1341 года, граф Ричмонд в 1341—1342 годах | Сын Иоланды де Дрё и герцога Бретонского Артура II. После смерти матери унаследовал графство Монфор. После смерти единокровного брата Жана III предъявил претензии на Бретань, начав войну за Бретонское наследство, в которой его поддерживал король Англии Эдуард III, претендовавший на сюзеренитет над Бретанью, в то время как его соперника, Карла де Блуа, поддерживал король Франции Филипп VI, конфисковавший в 1341 году Монфор. Взамен Эдуард III присвоил Жану титул графа Ричмонда, которым тот должен был владеть, пока не вернёт Монфор. В конце 1341 года он попал в плен к французам, находясь в заключении до 1343 года. В 1345 году бежал в Англию, где принёс вассальную присягу Эдуарду III. В том же году вместе с английской армией вторгся в Бретань, но в сентябре умер. |
| 1361—1399                                     | Жан III Храбрый (1339/1340 — 2 ноября 1399) | граф де Монфор с 1361 года, герцог Бретонский с 1365 года, граф Ричмонд в 1373—1381, 1381—1384, 1386—1388, 1391—1392 и 1399 годах. | Сын Жана II. |
| 1399—1442                                     | Жан IV Мудрый (1389 — 29 августа 1442) | герцог Бретани (Жан V) и граф де Моннфор с 1399 года, граф Ричмонд в 1396 году, сеньор де Куртене в 1417—1420 годах, граф де Пентьевр с 1420 года, барон де Фужер с 1427 года, барон де Рец с 1435 года.                                                 | Сын Жана III. При рождении получил имя Пьер, однако в 1396 году его переименовали в Жана. |
| 1442—1450                                     | Франциск I Любимый (11 мая 1414 — 17 июня 1450) | герцог Бретани и граф де Моннфор, титулярный граф Ричмонд с 1442 года | Сын Жана IV. |
| 1450—1457                                     | Пьер I Простой (7 июля 1418 — 22 сентября 1457) | граф де Гингам с 1421 года, герцог Бретани (Пьер II), граф де Монфор и титулярный граф Ричмонд с 1450 года | Сын Жана IV. Унаследовал Монфор и Бретань после смерти бездетного брата Франциска I, однако умер, не оставив законных детей. |
| 1457—1458                                     | Артур Заступник (24 августа 1393 — 26 декабря 1458) | граф Ричмонд с 1399 года, сеньор де Пертене с 1415 года, граф де Гоэло и сеньор де герцог Бретани (Артур III) и граф де Монфор с 1457, титулярный граф Ричмонд с 1399 года, коннетабль Франции с 1425 года                                               | Сын Жана III. Больше известен как Коннетабль де Ричмонд. Он принимал активное участие в междоусобной вражде между Арманьяками и Бургиньонами на стороне первых. В 1415 году попал в плен к англичанам, из которого был освобождён в 1420 году. В 1423 году Артур женился на сестре Филиппа III Доброго, герцога Бургундского, однако позже перешёл на сторону дофина Карла (будущего французского короля Карла VII), который в 1425 году сделал его коннетаблем Франции. В дальнейшем он сыграл важную роль в изгнании англичан из Франции. После смерти племянника Пьера в 1357 году Артур унаследовал Бретань и Монфор, но умер через год, не оставив законных детей. |
| 1458—1488                                     | Франциск II (23 июня 1435 — 9 сентября 1488), | граф д’Этамп с 1438 года, герцог Бретани и граф де Монфор с 1458 года | Сын Ричарда, графа д’Этампа, младшего сына Жана III. Унаследовал Бретань и Монфор после смерти дяди, герцога Артура. Всю жизнь он стремился отстоять независимость своих владений от посягательств французских королей. Возникающие проблемы усугублялись отсутствием у Франциска сыновей. В 1488 году он был вынужден подписать договор в Ле-Вержье, по которому его дочери могли выходить замуж только с разрешения короля Франции. |
| 1488—1514                                     | Анна Бретонская (25 января 1477 — 9 января 1514) 1-й муж: с 19 декабря 1490 (по доверенности) Максимилиан I Австрийский (22 марта 1459 — 12 января 1519), римский король (позже император Священной Римской империи). Брак был аннулирован папой римским. 2-й муж: с 6 декабря 1491 Карл VIII (30 июня 1470 — 7 апреля 1498), король Франции с 1483 года. 3-й муж: с 7 января 1499 Людовик XII (27 июня 1462 — 1 января 1515), король Франции с 1498 года | герцогиня Бретани и графиня де Монфор с 1488 года, королева Франции с 1491 года | Дочь Франциска II, посвятившая всю жизнь защите автономии Бретани в составе Франции. После смерти отца Анна в 1490 году заключила союз с римским королём Максимилианом Австрийским, который заключил с ней брак по доверенности, однако король Франции Карл VIII напал на Бретань, заставил её в 1491 году порвать мужем (брак был аннулирован папой), после чего сам женился на ней. Однако все дети в этом браке не пережили младенчества. После смерти Карла в 1499 году Анна вышла замуж за нового французского короля Людовика XII, оговорив, что Бретань перейдёт ко второму сыну или старшей дочере, родившимся в браке, а в случае отсутствия потомства — к её наследникам. Однако в итоге сыновей у неё не родилось. В конце концов Анна была вынуждена согласиться на помолвку дочери Клод с Франциском Ангулемским — будущим королём Франциском I, что предопределило присоединение Бретани и Монфора к французскому королевскому домену. |
| Валуа, Орлеанская ветвь                       | | | |
| 1514—1524                                     | Клод Французская (13 октября 1499 — 20 июля 1524) муж: с 18 мая 1514 Франциск I (12 сентября 1494 — 31 марта 1547), граф Ангулемский с 1496 года, герцог Валуа с 1498 года, король Франции с 1515 года | герцогиня Бретани и графиня де Монфор с 1514 года, королева Франции с 1515 года | Дочь Анны Бретонской и короля Людовика XII. После смерти матери в 1514 году унаследовала Бретань и Монфор. После смерти Людовика XII её муж унаследовал французскую корону. После смерти Клод Монфор был присоединён к королевскому домену. |